# Chorus Viennensis

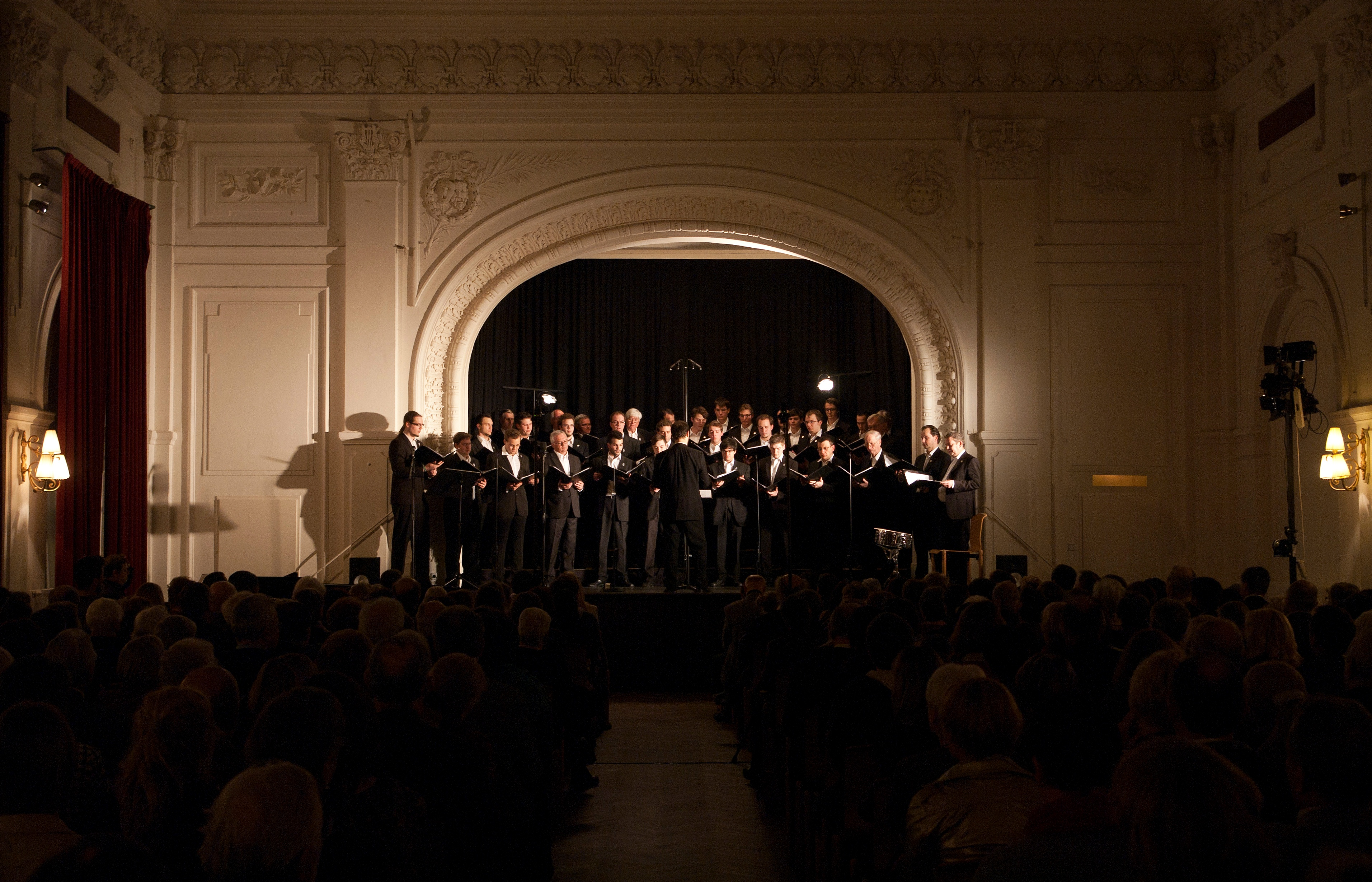
Faschingskonzert im Februar 2012

Unter dem Namen „Chorus Viennensis (Männerchor ehemaliger Wiener Sängerknaben) / Choralschola der Wiener Hofburgkapelle“ haben sich ehemalige Wiener Sängerknaben zu einem Verein formiert, um einerseits gemeinsam mit den aktiven Wiener Sängerknaben, andererseits als eigenständiger Klangkörper für Männerchorliteratur in Erscheinung zu treten. Normalerweise singt das Ensemble unter dem Namen Chorus Viennensis; für Aufgabengebiete in Zusammenhang mit der Wiener Hofmusikkapelle wird der Künstlername Choralschola der Wiener Hofburgkapelle verwendet.

## Chorgeschichte
Der Chorus Viennensis wurde 1952 gegründet und setzt sich ausschließlich aus ehemaligen Wiener Sängerknaben zusammen. Der Chor widmet sich – neben der gemeinsamen Arbeit mit den Wiener Sängerknaben – seit 1970 der Pflege der Männerchorliteratur aller Stilepochen, sodass in diesem Genre mittlerweile ein umfangreiches Repertoire und reiche Erfahrung abrufbar sind.
In zahlreichen Konzerten und Aufnahmen stellt der Chor immer wieder seine Vielseitigkeit unter Beweis. Die Qualität und Leistungsfähigkeit des Chores tritt beispielsweise bei den mit Philips Classics produzierten drei CDs mit ausgewählten Männerchören von Franz Schubert oder bei der mit dem ORF aufgenommenen CD mit Männerchor-Stücken von Anton Bruckner und Hugo Wolf zutage. Auch mit den Wiener Sängerknaben hat der Chorus Viennensis mehrere Tonaufnahmen gemacht. Besonders zu erwähnen sind die Bach-Aufnahmen unter Nikolaus Harnoncourt, die in den 1960er- und 1970er-Jahren neue Maßstäbe in der Interpretation alter Musik setzten. Viele dieser Schallplatteneinspielungen gemeinsam mit dem Concentus Musicus Wien wurden mit internationalen Preisen wie etwa dem Grand Prix du Disque ausgezeichnet.
Beim 5. Internationalen Männerchor-Wettbewerb „Franz Schubert“ 1988 in Wien, an dem Chöre aus sieben Ländern teilnahmen, errang der Chor sowohl den ersten Preis als auch den Interpretationspreis. Zudem unterstreichen Einladungen zu Konzerten im Ausland die internationale Konkurrenzfähigkeit des Chorus Viennensis.
Den Chor leiteten im Laufe der Jahre namhafte Chorpädagogen wie Ferdinand Grossmann, Hans Gillesberger, Gerald Trabesinger, Uwe Theimer, Uwe Christian Harrer, Guido Mancusi, Walter Lochmann, Raoul Gehringer und Michael Grohotolsky. Seit 2018 ist Michael Schneider der musikalische Leiter des Chorus Viennensis.
Derzeit besteht der Chor aus etwa 50 Sängern unterschiedlichen Alters. Neben der Pflege des Männerchorgesanges ist es eines der erklärten Ziele des Chorus Viennensis, den Mitgliedern die Möglichkeit zu bieten, musikalisch tätig zu sein in einer Gemeinschaft, die zwei Dinge verbindet: die Wiener-Sängerknaben-Vergangenheit und die Liebe zur Musik.

## Choralschola der Wiener Hofburgkapelle
Unter dem Namen Choralschola der Wiener Hofburgkapelle hat sich aus der Erfahrung mit Gregorianik ein Spezialistenensemble entwickelt, das in letzter Zeit vermehrt auch Musik der Gründungszeit der Wiener Hofmusikkapelle – also der Vokalmusik des 15. und 16. Jahrhunderts – aufführt. Auch die Choralschola der Wiener Hofburgkapelle setzt sich ausschließlich aus ehemaligen Wiener Sängerknaben zusammen.